# Flughafen Balıkesir-Koca Seyit

i8
i11
i13
Der Flughafen Balıkesir-Koca Seyit (IATA-Code: EDO, ICAO-Code: LTFD), früher Körfez Havalimanı (Golfflughafen) ist ein türkischer Regionalflughafen am Scheitelpunkt der Bucht von Edremit, dessen Einzugsgebiet sich von Assos im Norden bis nach Ayvalık oder Altınova im Süden der Bucht erstreckt. Der Flughafen, der durch die staatliche DHMI betrieben wird, ist nicht mit dem Flughafen Balıkesir Merkez der 76 km entfernt liegenden Provinzhauptstadt Balikesir zu verwechseln. Der Namensgeber Koca Seyit war ein lokaler Held der Schlacht von Gallipoli 1915.

## Geschichte
Der Flughafen wurde 1997 dem Betrieb übergeben und wird ausschließlich zivil genutzt. Er verfügt über einen 2008 neu errichteten Terminal mit einer Kapazität von 120.000 Passagieren im Jahr und eine befestigte Start- und Landebahn (3000 × 45 m), die jedoch kein Instrumentenfluglandesystem (ILS) besitzt. Das Vorfeld hat eine Größe von 240 × 120 Meter und kann 5 bis 6 Verkehrsflugzeuge aufnehmen.

## Fluggesellschaften und Ziele
Germania flog während den Sommermonaten den Flughafen Koca Seyit von Düsseldorf aus an, bis sie den Betrieb eingestellt hatten.

## Statistiken
| Jahr   | Inland  | Veränderung Inland | International | Veränderung International | Gesamt  | Veränderung Gesamt |
| ------ | ------- | ------------------ | ------------- | ------------------------- | ------- | ------------------ |
| 2024   | 235.761 | ▲ +1,7 %           | 28.610        | ▲ +0,5 %                  | 264.371 | ▲ +1,6 %           |
| 2023   | 231.757 | ▲ +10,3 %          | 28.476        | ▲ +112,9 %                | 260.233 | ▲ +16,4 %          |
| 2022   | 210.161 | ▼ −19,7 %          | 13.376        | ▲ +258,9 %                | 223.537 | ▼ −15,8 %          |
| 2021   | 262.861 | ▲ +70,9 %          | 3.528         | ▼ −32,8 %                 | 266.389 | ▲ +67,5 %          |
| 2020   | 154.871 | ▼ −55,7 %          | 5.272         | ▲ +23,2 %                 | 160.143 | ▼ −54,7 %          |
| 2019   | 349.266 | ▼ −30,6 %          | 4.278         | ▼ −59,0 %                 | 353.544 | ▼ −31,2 %          |
| 2018   | 503.558 | ▲ +18,0 %          | 10.452        | ▲ +9,4 %                  | 514.010 | ▲ +17,8 %          |
| 2017   | 426.705 | ▲ +19,8 %          | 9.556         | ▼ −10,7 %                 | 436.261 | ▲ +18,9 %          |
| 2016   | 356.114 | ▲ +14,2 %          | 10.702        | ▲ +9,9 %                  | 366.816 | ▲ +14,1 %          |
| 2015   | 311.785 | ▲ +56,5 %          | 9.735         | ▲ +37,0 %                 | 321.520 | ▲ +55,8 %          |
| 2014   | 199.280 | ▲ +120,0 %         | 7.108         | ▲ +612,9 %                | 206.388 | ▲ +125,4 %         |
| 2013   | 90.581  | ▲ +96,1 %          | 997           | ▲ +140,2 %                | 91.578  | ▲ +96,5 %          |
| 2012   | 46.810  | ▼ −18,9 %          | 415           | ▼ −84,8 %                 | 46.595  | ▼ −21,9 %          |
| 2011   | 56.933  | ▲ +52,9 %          | 2.723         | --                        | 59.656  | ▲ +60,2 %          |
| 2010 * | 37.236  | --                 | 0             | --                        | 37.236  | --                 |
| 2009 * | 0       | ▼ −100,0 %         | 0             | --                        | 0       | ▼ −100,0 %         |
| 2008 * | 17.399  | ▼ −20,2 %          | 0             | --                        | 17.399  | ▼ −20,2 %          |
| 2007   | 21.086  | --                 | 0             | --                        | 21.086  | --                 |

(*) Zwischen dem 4. Dezember 2008 und 19. Juni 2010 blieb der Flughafen aufgrund von Ausbau- und Modernisierungsarbeiten geschlossen